# Stará štola u zámku Jezeří
Stará štola u zámku Jezeří je historické důlní dílo v katastrálním území Jezeří u Horního Jiřetína v okrese Most v Ústeckém kraji.

## Historie

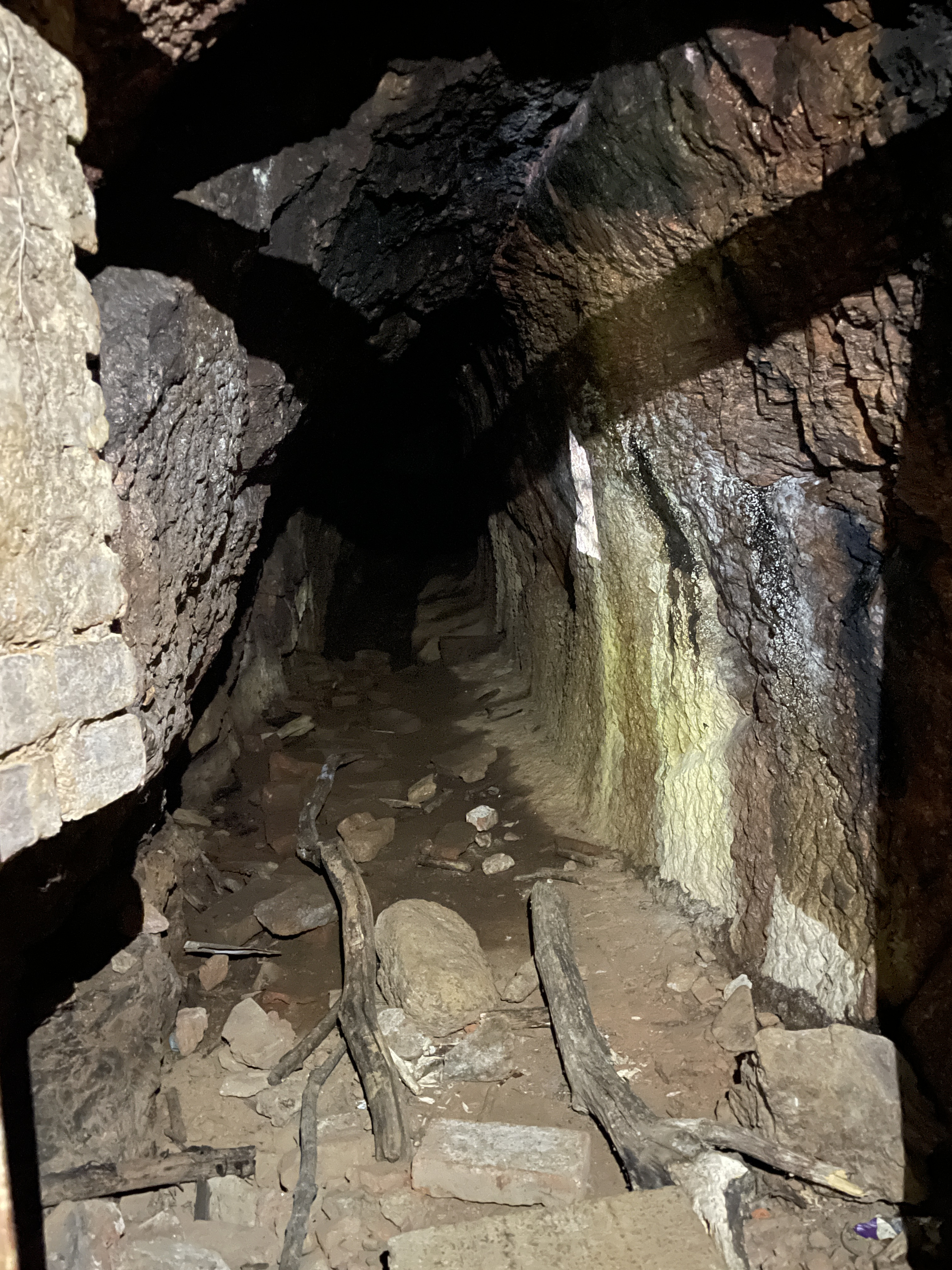
Vstup do štoly

Historická literatura štolu označuje jako Středověkou štolu nebo také Starou štolu u zámku Jezeří či Historickou štolu u zámku Jezeří.
Štola je dlouhá 62 metrů, široká 60–100 centimetrů a výška dosahuje až dvou metrů. Vyražena byla ve středověku za pomoci mlátku a želízek a sloužila k těžbě železné rudy. Objevena byla v letech 1973–⁠1976 při mapování předpolí velkolomu ČSA a u vstupu do štoly byl vybudován betonový přístřešek. Jde o technickou památku ukazující způsoby těžby železné rudy. 
V zadní části štoly vyvěrá pramen železité vody, která kdysi bývala považována za léčivou. Lidé z okolí si ji odnášeli v kameninových nádobách. V blízkosti štoly proto bylo nalezeno množství těchto nádob i jejich střepů.

## Geologie
Hornina ve stěnách štoly je výrazně načervenalé barvy, což je způsobeno impregnací oxidy železa (zejména hematitu, který v podobě jemně rozptýleného pigmentu obarvuje ostatní složky horniny). Hornina ve zrudněné partii obsahuje 20 až 30 % oxidů železa.